# ماگنوس ارلینگمارک
ماگنوس ارلینگمارک (سوئدی: Magnus Erlingmark؛ زادهٔ ۸ ژوئیهٔ ۱۹۶۸) بازیکن فوتبال اهل سوئد بود.
از باشگاه‌هایی که در آن بازی کرده‌است می‌توان به باشگاه فوتبال هکن اشاره کرد.
وی همچنین در تیم‌های ملی فوتبال زیر ۲۱ سال سوئد و سوئد بازی کرده‌است.